# Jungle Emperor (manga)
Jungle Emperor (ジャングル大帝, Janguru Taitei, lett.,Jungle Keizer) is een Japanse shonen manga van Osamu Tezuka. De strip werd gepubliceerd van november 1950 tot april 1954 in het tijdschrift Manga Shonen.

## Verhaal
Het verhaal speelt zich af in Afrika in het midden van de twintigste eeuw. Wanneer de mens de jungle benadert, biedt Panja de witte leeuw de jungledieren een veilig onderdak. Hij veroorzaakt echter wrok bij de lokale dorpelingen door hun vee te stelen als voedsel voor de carnivoren van de jungle.
De jager Ham Egg vermoordt Panja. Zijn zwangere gezel Eliza wordt gevangen genomen door Ham Egg en via boot naar een zoo gebracht. Leo wordt geboren op het schip en Eliza leert hem er over zijn vader's idealen. Het schip zinkt tijdens een zware storm: alle mensen en dieren verdrinken. Leo kan ontsnappen en strandt in een vreemd land.
Ver weg van zijn thuisland wordt Leo gevonden en verzorgd door enkele mensen. Hij leert de voordelen van de mensencultuur kennen en besluit om deze in de jungle te introduceren bij zijn terugkeer. Doorheen de tijd beseft hij dat de enige manier om vrede te bekomen is om communicatie en wederzijds respect teweeg te brengen tussen dieren en mensen.

## Bewerkingen
De manga werd verwerkt tot drie animereeksen en vier films. Mushi Production creëerde een anime gebaseerd op de strip. Deze werd van 1965 tot 1967 uitgezonden door Fuji Television en was de eerste tekenfilm in kleur die in Japan werd geanimeerd. Een latere reeks werd gemaakt door Tezuka Productions. Deze animereeksen kenden een wereldwijd succes.
In september 2009 zond Fuji TV een nieuwe televisiespecial uit. Deze was geregisseerd door Goro Taniguchi en geschreven door Osamu Suzuki en bevatte ontwerpen van Yoshitaka Amano.